# Lithuania

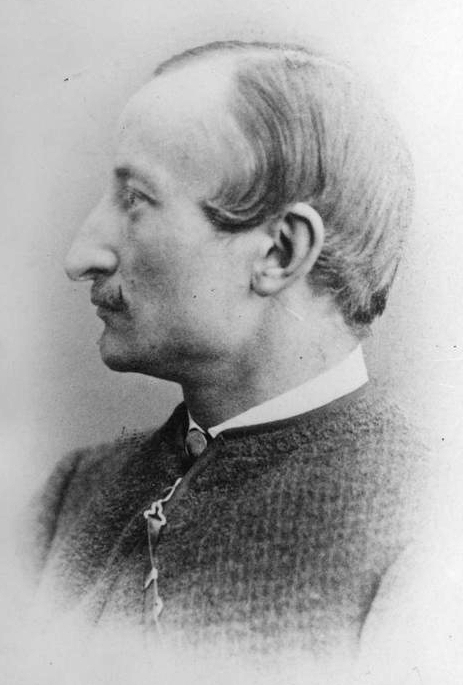
Artur Grottger (1837–1867)

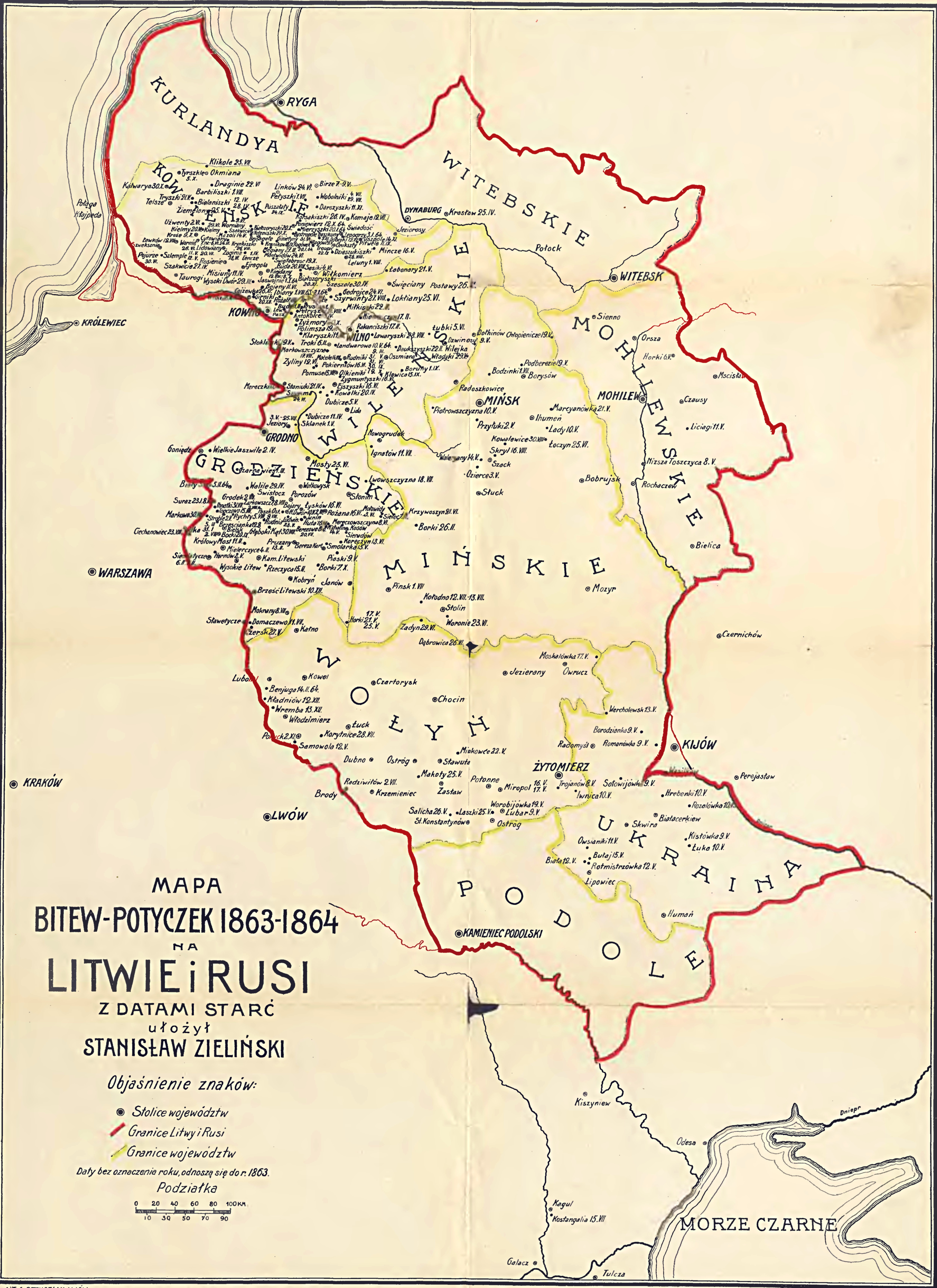
Bitwy i potyczki powstania styczniowego na Litwie i Rusi

Lithuania – cykl sześciu czarno-białych rysunków autorstwa polskiego malarza Artura Grottgera, przedstawiających sceny z powstania styczniowego (1863–1865). Znajduje się w zbiorach Muzeum Narodowego w Krakowie.

## Okoliczności powstania cyklu
Artur Grottger zamierzał wziąć udział w powstaniu styczniowym i w tym celu w marcu 1863 roku przybył do Lwowa. Stamtąd chciał przedostać się do zaboru rosyjskiego, ale przyjaciele wyperswadowali mu ten pomysł. Artysta był słabego zdrowia, a ponadto był jedynym żywicielem rodziny, dlatego ostatecznie nie zdecydował się na uczestnictwo w walce. Wraz z matką i siostrą wrócił do Wiednia. Artysta z losami powstania był jednak bezpośrednio związany. W 1864 roku młodszy brat artysty Jarosław Grottger za udział w powstaniu został zesłany na Syberię. Samemu malarzowi wytoczono również proces sądowy w Wiedniu za pomoc, jaką świadczył uchodzącym z zaboru rosyjskiego powstańcom. Z powodu szykan policyjnych zmuszony był opuścić Wiedeń w 1865 roku.
Reprezentował XIX-wieczne podejście do sztuki i za swoją misję uważał poświęcenie swojej twórczości sprawie niepodległości ojczyzny. Nie mogąc brać udziału w powstaniu, starał się walczyć za pomocą sztuki. Mimo że nigdy nie widział na własne oczy wydarzeń powstania styczniowego, stworzył dwie serie rysunków, które zadedykował temu wolnościowemu zrywowi: Polonia (wykonana w 1863 roku przedstawia przebieg wydarzeń w Królestwie Polskim) oraz Lithuania (wykonana w latach (1864–1866) poświęcona Litwie). W odróżnieniu od cyklu Polonia cykl Lithuania miał upamiętniać walki powstańcze, jakie miały miejsce na „ziemiach zabranych” – Litwie, Białorusi. Artysta miał w planach wykonanie również trzeciego cyklu poświęconego przebiegowi walk na Ukrainie pt. Roxolania (Ruś), jednak przedwczesna śmierć pokrzyżowała te plany.
Cykle te stały się patriotyczną inspiracją dla wielu pokoleń Polaków.

## Historia
„Co do Paryża, to jest w moim planie, skończywszy »Litwę«, jechać na ową targowicę świata i popróbować szczęścia mojego” – Artur Grottger, list z 1866 roku do Wandy Młodnickiej.

Akcja cyklu rozgrywa się w litewskiej puszczy, gdzie zbierają się powstańcy, organizując partyzanckie oddziały oraz przygotowując się do walki z zaborcami. Głównymi bohaterami jest małżeństwo mieszkające w leśniczówce – leśniczy pełniący służbę w lesie oraz jego żona z dzieckiem. Ukończony cykl artysta przedstawił na wystawie światowej w Paryżu w 1867 roku. Początkowo zamierzał zaprezentować cykl Wojna, ale nie zdążył go odpowiednio wcześnie ukończyć.
Pierwszym kartonem z cyklu Lithuania, jaki artysta narysował, był karton Puszcza, który wówczas nazwany został Bór. Początkowo miał on być wstępem do cyklu o historii Litwy, jednak później autor zdecydował umieścić go w cyklu poświęconym przebiegowi powstania styczniowego na Litwie i Białorusi. Karton ten powstał w 1864 roku w Wenecji, gdzie artysta wyjechał na zaproszenie Jánosa Pálffy – węgierskiego miłośnika jego twórczości oraz kupca jego pierwszego cyklu Polonia. W roku tym powstały również dwa kolejne kartony Znak oraz Przysięga. Decyzję o pracy nad czwartym kartonem cyklu rozpoczął w maju 1866 roku. Piąty karton Duch artysta wykonał w czerwcu 1866 podczas pobytu w Dyniskach, gdzie do wykonania żeńskiej postaci pozowała mu narzeczona Wanda Młodnicka. W miejscowości tej powstał również ostatni karton cyklu Widzenie.
Lithuanię zakupiło Towarzystwo Przyjaciół Sztuk Pięknych w Krakowie i z czasem przekazało ją Muzeum Narodowemu w Krakowie.

## Opis
Cykl rysunków Artura Grottgera zatytułowany Lithuania jest wykonany czarną i białą kredką na ciemnożółtych kartonach. Składa się on z 6 ułożonych chronologicznie prac, zatytułowanych: Puszcza, Znak, Przysięga, Bój, Duch oraz Widzenie.
| Numer | Tytuł     | Ilustracja | Opis |
| ----- | --------- | ---------- | --- |
| I     | Puszcza   |            | Przedstawia uosobioną śmierć, która z kosą przemierza puszczę. |
| II    | Znak      |            | Przedstawia śpiącego mężczyznę, oczekującego na wezwanie do boju, oraz budzącą go żonę, która zauważa dłoń posłańca w oknie. |
| III   | Przysięga |            | Przedstawia nocną przysięgę powstańców na krzyż. |
| IV    | Bój       |            | Przedstawia jedną z około 2500 bitew i potyczek, do których doszło w latach 1863–1865 w czasie trwania powstania styczniowego. Pomimo ostatecznej klęski wiele z nich zakończyło się zwycięstwem powstańców. Właśnie taką pomyślnie dla powstańców zakończoną bitwę stoczoną w lesie Grottger postanowił uwiecznić. Karton artysta wykonał w 1866 roku w Śniatynce goszcząc we dworze Stanisława Tarnowskiego. Oprócz gospodarza jako modele do obrazu pozowali mu również Napoleon Sarnecki oraz niezidentyfikowany z imienia Strojnowski. „...Walka zawzięta, bój krwawy, chcę odczekać wypadku tej bitwy. Otóż i jest! – Rozbite kolumny i przełamane szeregi całego zastępu zaprojektowanych myśli ustępują przed nawałą nowo ożyłych. »Górą nasza«, wołają najezdnicy, i już ci drudzy wyparci z kretesem. I ja przerzucam się na stronę zwycięzców, i w tym duchu rozpocznę dzisiejszą robotę” – list Artura Grottgera z 14 maja 1866 roku do Wandy Młodnickiej opisujący okoliczności powstania kartonu. Na kartonie Bój Grottger nadał powstańcom ciała oraz twarze Stanisława Tarnowskiego, Napoleona Sarneckiego. Sam artysta wcielił się również w jednego z biegnących w bój powstańców. Jest pierwszą postacią z lewej strony umieszczoną w tle kartonu z charakterystycznym grottgerowskim wąsikiem oraz czapką z piórem oraz biało-czerwoną kokardą narodową. |
| V     | Duch      |            | Przedstawia ducha leśnika – powstańca styczniowego, który nawiedza swoją chatę powracając do swojej rodziny. Żona przerywa topienie na piecu ołowiu na kule i zamyśla się. Ukazana jest w chwili, gdy podnosi z kołyski dziecko i tuli je do piersi. Według pamiętników Wandy Młodnickiej osobiście pozowała ona do tego kartonu w czasie pobytu artysty w Śniatynce. „...Pozowałam do niej ubrana podobnie. Raz wieczorem, poszliśmy wsią, poszukać modela dziecka. Znalazł się u kowala ładny dzieciaczek... Przy pozowaniu trzymałam go, bawiłam, dawałam w buzię cukierki, aby go choć chwilami spokojnym utrzymać”. „...Wrócił do chaty duchem – mówił Grottger – do domu, bo jakże by można nie wracać tam, gdzie wszystko co najdroższe zostało? Ale żona go nie przeczuwa. Zadumana tylko i smutna, ani wie, że on nie żyje, bo świadomość ta musiałaby być wyrażona w obrazie taką rozpaczą, na jaką nie można znaleźć wyrazu. Pies tylko niespokojnie się zrywa i niemowlę płacze instynktowo” – Wanda Młodnicka cytująca słowa Grottgera opisującego znaczenie kartonu – „Pamiętniki”. |
| VI    | Widzenie  |            | Przedstawia Matkę Boską wraz z Jezusem ukazującą się kobiecie-powstańcowi zesłanej w głąb Rosji, która skuta kajdanami pracuje jako górnik w kopalni. Po zakończeniu powstania styczniowego około 40 tys. powstańców wysłano etapami na katorgę na Sybir, z których więcej niż połowa już nie wróciła do kraju. |